# Schnau

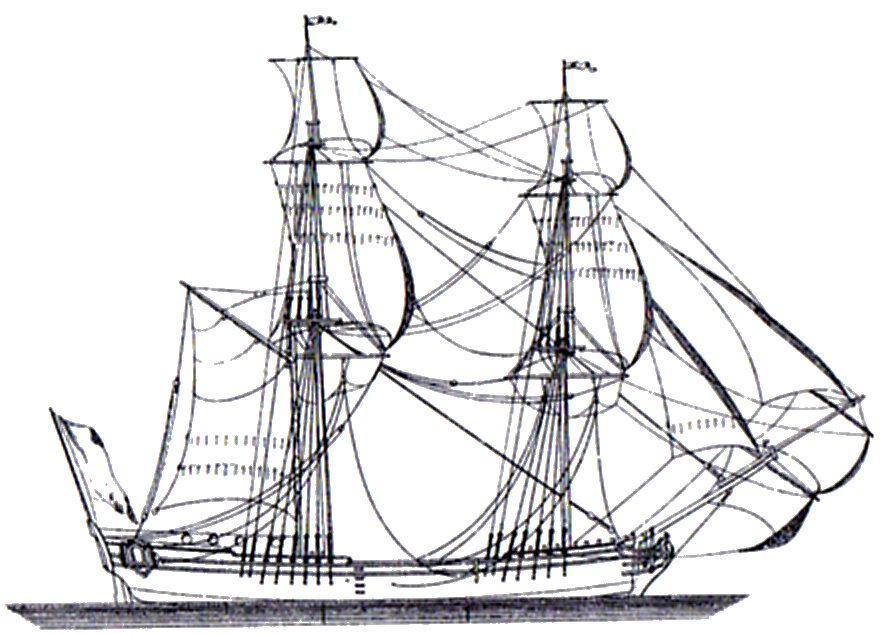
Die Schnau-Takelung in einer Darstellung von 1768. Typisch sind der Schnaumast direkt hinter dem Großmast sowie das Fehlen eines Baums am Gaffelsegel.

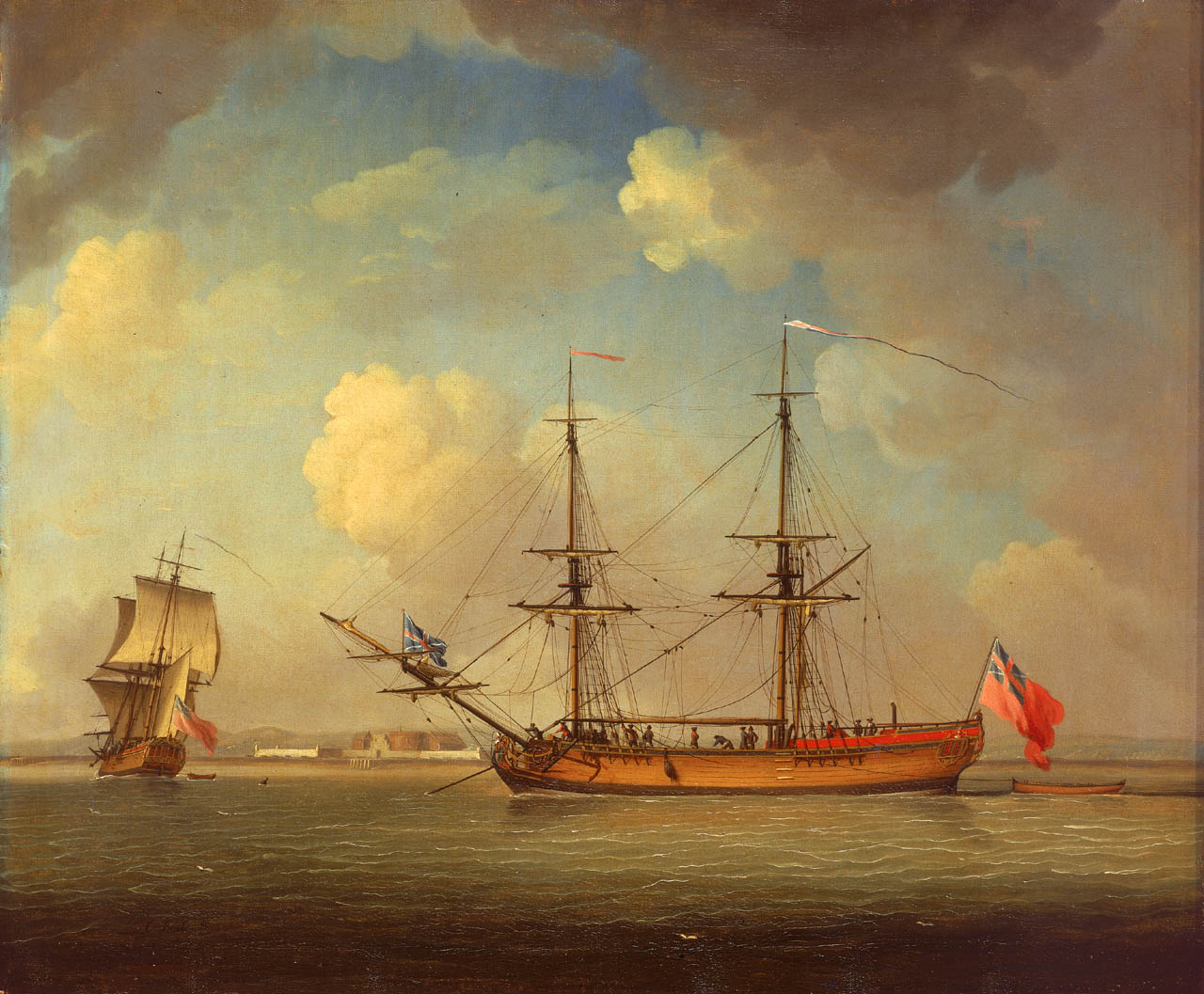
Eine unbewaffnete Schnau der britischen Marine (vermutlich ein Transportschiff). Gemälde von Charles Brooking, 1759.

Die Schnau ist ein zweimastiger Rahsegler. Der  Hauptunterschied zur sehr ähnlichen Briggtakelage besteht darin, dass das Gaffelsegel des Großmastes bei der Schnau-Takelage keinen Baum besitzt und dass das Vorderliek des Gaffelsegels nicht direkt am Mast, sondern an einer an demselben befestigten dünneren Spiere befestigt ist, dem Schnaumast. Bei Kriegsschiffen befestigte man das Vorliek des Gaffelsegels auch statt am Schnaumast mit einer Reihleine an einem aus einem Tau bestehenden Jackstag. Als weiteres Unterscheidungsmerkmal zur Briggtakelage wird angegeben, dass die Schnau im Gegensatz zur Brigg ein Segel an der Großrah (der unteren Rah des hinteren Mastes) führe. Das Kriterium trifft jedoch nicht immer zu, da auch viele Briggs dort ein Segel besaßen. 
Der Vorteil des Schnaumastes bestand darin, dass die Reihleine besser am Schnaumast mit seinem geringen Durchmesser herauf- und hinabgleiten konnte als am eigentlichen Mast. 
Die Schnau-Takelage ist vor allem für das 18. Jahrhundert belegt. Um die Mitte des Jahrhunderts galten Schnauen als die größten zweimastigen Schiffe. Später gewann offenbar die Brigg-Takelage zunehmend an Beliebtheit. Im Verlauf des 19. Jahrhunderts kam die eigentliche Schnau-Takelage außer Gebrauch, der Schnaumast und das Schnausegel hingegen wurden auch in anderen Takelagen weiterhin verwendet: In der Zeit ab ca. 1820, in der man viele Vollschiffe statt mit den alten Stagsegeln nun mit Gaffelsegeln auch an Groß- und Fockmast ausrüstete, wurden diese dann als Schnausegel gefahren, d. h. an Fock- und Großmast befand sich jeweils ein Schnaumast. Während Schnauen im 18. Jahrhundert keinen Gaffelbaum besaßen, gab es im 19. Jahrhundert Besane mit Schnaumast und Baum. 
In der Kurbrandenburgischen Marine der zweiten Hälfte des siebzehnten Jahrhunderts wurden kleine, bewaffnete Vollschiffe, den später entwickelten Segel-Korvetten bzw. Sloops vergleichbar, auch als Schnauen bezeichnet.